# Hermagori járás
A Hermagori járás Ausztriában, Karintia tartományban található. Hermagori járás Spittal an der Drau-i, Villachvidéki, Lienzi, regional decentralization entity of Udine és Belluno megye járásokkal határos. Lakosainak száma 18 224 fő (2019. január 1.).

## A járáshoz tartozó települések
- Dellach
- Gitschtal
- Hermagor-Pressegger See
- Kirchbach
- Kötschach-Mauthen
- Lesachtal
- Sankt Stefan im Gailtal